# Skuru IK
Skuru IK (en suédois : Skuru Idrottsklubben) est un club omnisports situé à Skuru (commune de Nacka) non loin de Stockholm en Suède. Il est principalement connu pour sa section de handball féminin.

## Palmarès
handball féminin
- Championnat de Suède
  - Vainqueur (4) : 2001, 2004, 2005 et 2021
- Coupe de Suède
  - Vainqueur (1) : 2022
  - Finaliste (5) : 1986, 1987, 1988, 1989, 2025

## Personnalités liées au club
Joueuses célèbres
- Therese Islas Helgesson : avant 2006
- Jennie Florin
- Nathalie Hagman : avant 2011